# Canzoniere Internazionale
Il Canzoniere internazionale è stato un gruppo musicale italiano folk attivo negli anni '70. 

## Storia del gruppo
Il gruppo nasce con la denominazione Canzoniere dell'Armadio, poi Canzoniere Internazionale dell'Armadio e infine Canzoniere Internazionale dall'incontro a Roma nel marzo 1965 di alcuni musicisti folk del Centro-Italia che si ritrovano nel locale di cabaret L'Armadio (Leoncarlo Settimelli, Ferruccio Castronuovo, Ivan Orano, Luciano Francisci Marco Ligini, Elena Morandi, Laura Falavolti, Adria Mortari, Ivo Bruner) con lo spagnolo Juan Antonio Antequera e i cileni Juan Capra e Ines Carmona. 
Dopo le prime incisioni dedicate a brani spagnoli e latinoamericani e lo spettacolo teatrale Canta Cuba Libre, il gruppo ha alcuni cambiamenti nella formazione: Orano è sostituito da Oretta Orengo. 
Nel 1967 pubblicano un 45 giri con un brano pacifista, A chi chiama, il cui testo recita "A chi chiama per la guerra rispondiamo no", che diventa un inno per i giovani pacifisti italiani.
Nello stesso anno incidono un brano fortemente critico verso i governi di centro-sinistra, Quando lo sciopero, scritto tre anni prima da Settimelli; sul lato A del 45 giri c'è Ninna Nenni canzone scritta da Marco Ligini, all'epoca militante del Partito Socialista Italiano di Unità Proletaria, e cantata come voce solista da Elena Morandi, fortemente critica verso la politica portata avanti dal Partito Socialista Italiano sotto la segreteria di Pietro Nenni.
Negli anni '70 mettono in scena alcuni spettacoli di successo, tra cui Nel 1973 Cittadini e contadini e nel 1974 L'ingiustizia assoluta, in collaborazione con il Teatro regionale toscano e il comune di Pistoia, su un testo di Emilio Jona e Sergio Liberovici. In seguito prendono parte a un ciclo di trasmissioni sulla musica popolare italiana per la televisione della Svizzera italiana.
A seguito dell'ingresso in formazione dei nuovi elementi Oretta Orengo e Marco Comandè, nel 1974 il Canzoniere Internazionale partecipa a Canzonissima, rappresentando nel girone folk la Toscana; in questo periodo Luciano Francisci lascia il gruppo per entrare nei Carnascialia, sostituito da Peppe Caporello.
Nel 1976 il gruppo presta la voce al brano Servicio De Vigilancia contenuto in Progetto per un inno: "Now's The Time" del sassofonista jazz Mario Schiano, album di collaborazioni a cui partecipano anche Antonello Venditti, Francesco De Gregori e Lucio Dalla.
L'attività del Canzoniere Internazionale prosegue per tutto il decennio, fino allo scioglimento nel 1980.

## Formazione
- Clara Sereni: voce (1966-1970),
- Ferdinando Cauriol: voce (1966-1970)
- Ferdinando Pellegrini: voce (1966-1970)
- Ferruccio Castronuovo: voce, chitarra (1967-1970)
- Juan Antonio Antequera: voce, chitarra (1966-1969)
- Marco Ligini: voce (1966-1969)
- Elena Morandi: voce (1966-1980)
- Gloria Diotallevi: voce (1970-1980)
- Leoncarlo Settimelli: voce, chitarra (1966-1980)
- Luca Balbo: chitarra (1970-1980)
- Dodi Moscati: voce, chitarra (1969-1973)
- Luciano Francisci: accordeon, clarinetto, flauto, chitarra (1968-1974)
- Luciano Sabba: voce (1970-1980)
- Roberto Ivan Orano: voce, percussioni (1966-1980)
- Oretta Orengo: voce, chitarra, oboe (1972-1980)
- Marco Comandè: voce, mandolino, chitarra (1973-1980)

## Discografia

### 33 giri
- 1966: Pueblo che canta no morirò (Ciar; come Canzoniere dell'Armadio)
- 1969: Canta Cuba libre (Cedi, GLP 81026; come Canzoniere dell'Armadio)
- 1970: Sicilia (Italia Canta; come Canzoniere dell'Armadio)
- 1971: Il bastone e la carota (I Dischi dello Zodiaco, VPA 8132)
- 1971: Cittadini e contadini (I Dischi dello Zodiaco, VPA 8135)
- 1972: Canta Cuba Libre (I Dischi dello Zodiaco, VPA 8139; ristampa dell'album del 1969)
- 1972: Questa grande umanità ha detto basta (I Dischi dello Zodiaco, VPA 8142)
- 1973: Gli anarchici 1864/1969 (Fonit-Cetra, LPP 212 –213)
- 1974: Siam venuti a cantar maggio (Fonit-Cetra, LPP 261)
- 1976: Vita profezie e morte di Davide Lazzaretti detto il nuovo Messia (Fonit-Cetra, LPP 300)
- 1976: C'è una bella famigliola (Fonit-Cetra, LPP 317)

### 45 giri
- 1966: A chi chiama/Li abbiam chiamati alleati (CIAR, 0001; come Canzoniere Internazionale dell'Armadio)
- 1966: Ninna Nenni/Il fucile del partigiano/Quando lo sciopero (CIAR, 0002; come Canzoniere Internazionale dell'Armadio)
- 1966: Nell'unione sta la forza/Si spera (CIAR, 0002; come Canzoniere Internazionale dell'Armadio)
- 1967: A chi chiama/Li abbiam chiamati alleati (Moon, GNP-NP 79021; stesse registrazioni di CIAR 0001, come Canzoniere dell'Armadio)
- 1967: Ninna Nenni/Il fucile del partigiano/Quando lo sciopero (Moon, GNP-NP 79022; stesse registrazioni di CIAR 0002, come Canzoniere dell'Armadio)
- 1967: Nell'unione sta la forza/Si spera (Moon, GNP-NP 79023; stesse registrazioni di CIAR 0003, come Canzoniere dell'Armadio)
- 1968: Ninna Nenni/Il fucile del partigiano/Quando lo sciopero (Pol-Star, AQ 124; stesse registrazioni di Moon, GNP-NP 79022, ma pubblicato come Elisa e Leoncarlo))
- 1968: Nell'unione sta la forza/Si spera (Pol-Star, AQ 125; stesse registrazioni di Moon, GNP-NP 79023, ma pubblicato come Canzoniere Internazionale dell'Armadio))
- 1975: Addio a Lugano/Canzone per Giuseppe Pinelli (Fonit-Cetra, SP 1599)
- 1975: Siam venuti a cantar maggio/O montagnola (Fonit-Cetra, SP 1601)

### Partecipazioni
- 1974: Rote lieder - 4º Festival des politischen liedes ( Eterna/VEB Deutsche Schallplatten; album pubblicato in Germania Est, il Canzoniere Internazionale esegue con il Duo di Piadena il brano Alla mattina con la luna)